# Arbitres des finales de coupes d'Amérique du Sud de football
 (mars 2025).
Si vous disposez d'ouvrages ou d'articles de référence ou si vous connaissez des sites web de qualité traitant du thème abordé ici, merci de compléter l'article en donnant les références utiles à sa vérifiabilité et en les liant à la section « Notes et références ».
Voici la liste des arbitres ayant officié lors d'une finale de coupes d'Amérique du Sud depuis 1960 : 

## Copa Libertadores(1960-)
- 1960 :  Carlos Robles (finale aller),  José Luis Praddaude (finale retour)
- 1961 :  José Luis Praddaude (finales aller et retour)
- 1962 :  Carlos Robles (finales aller et retour)
- 1963 :  Marcel Bois (finales aller et retour)
- 1964 :  Leo Horn (finale aller),  José Dimas Larrosa (finale retour)
- 1965 :  Arturo Yamasaki Maldonado (finales aller et retour)
- 1966 :  Roberto Goicoechea (finale aller),  José María Codesal (finale retour),  Claudio Vicuña (finale sur terrain neutre)
- 1967 :  César Orosco (finales aller et retour),  Rodolfo Pérez Osório (finale sur terrain neutre)
- 1968 :  Esteban Marino (finale aller),  Domingo Massaro Conley (finale retour),  César Orosco (finale sur terrain neutre)
- 1969 :  Domingo Massaro Conley (finale aller),  Omar Delgado appelé aussi Javier Delgado (finale retour)
- 1970 :  Carlos Robles (finale aller),  José Dimas Larrosa (finale retour)
- 1971 : / Mario Canessa (finale aller),  José Favilli Neto (finale retour),  Rafael Hormázabal (finale sur terrain neutre)
- 1972 :  Armando Marques (finale aller),  José Favilli Neto (finale retour)
- 1973 :  Milton Lorenzo (finale aller),  Romualdo Arppi Filho (finale retour),  José Romei (finale sur terrain neutre)
- 1974 :  Edison Peréz-Núñez (finale aller),  Ramón Ivanoes Barreto Ruiz (finale retour),  César Orosco (finale sur terrain neutre)
- 1975 :  José Luis Martínez Bazán (finale aller),  Ramón Ivanoes Barreto Ruiz (finale retour),  Edison Peréz-Núñez (finale sur terrain neutre)
- 1976 :  Vicente Llobregat (finale aller),  José Luis Martínez Bazán (finale retour)
- 1977 :  Roque Cerullo (finale aller),  César Orosco (finale retour),  Vicente Llobregat (finale sur terrain neutre)
- 1978 :  Héctor Ortiz (finale aller),  Edison Peréz-Núñez (finale retour)
- 1979 :  Gastón Castro (finale aller),  Juan Daniel Cardellino (finale retour)
- 1980 :  Jorge Eduardo Romero (finale aller),  Edison Peréz-Núñez (finale retour)
- 1981 :  Carlos Esposito (finale aller),  Ramón Ivanoes Barreto Ruiz (finale retour),  Roque Cerullo (finale sur terrain neutre)
- 1982 :  José de Assis Aragão (finale aller),  Jorge Eduardo Romero (finale retour)
- 1983 :  Teodoro Nitti (finale aller),  Edison Peréz-Núñez (finale retour)
- 1984 :  Juan Daniel Cardellino (finale aller),  Mário Lira (finale retour)
- 1985 :  Juan Francisco Escobar (finale aller),  Luís Carlos Félix Ferreira (finale retour),  Hernán Silva Arce (finale sur terrain neutre)
- 1986 :  Juan Daniel Cardellino (finale aller),  José Roberto Wright (finale retour)
- 1987 :  José Roberto Wright (finale aller),  Ricardo Calábria (finale retour),  Hernán Silva Arce (finale sur terrain neutre)
- 1988 :  Hernán Silva Arce (finale aller),  Arnaldo Cézar Coelho (finale retour)
- 1989 :  José Roberto Wright (finale aller),  Juan Carlos Loustau (finale retour)
- 1990 :  Juan Daniel Cardellino (finale aller),  Juan Carlos Loustau (finale retour)
- 1991 :  Ernesto Filippi Cavani (finale aller),  José Roberto Wright (finale retour)
- 1992 :  Hernán Silva Arce (finale aller),  José Torres Cadena (finale retour)
- 1993 :  José Torres Cadena (finale aller),  Juan Francisco Escobar (finale retour)
- 1994 :  José Torres Cadena (finale aller),  Ernesto Filippi Cavani (finale retour)
- 1995 :  Alfredo Rodas (finale aller),  Salvador Imperatore Marcone (finale retour)
- 1996 :  Oscar Velásquez (finale aller),  Júlio Matto (finale retour)
- 1997 :  Byron Moreno (finale aller),  Javier Castrilli (finale retour)
- 1998 :  Gustavo Méndez (finale aller),  Javier Castrilli (finale retour)
- 1999 :  Mario Sánchez Yantén (finale aller),  Ubaldo Aquino (finale retour)
- 2000 :  Gustavo Méndez (finale aller),  Epifanio González (finale retour)
- 2001 :  Márcio Rezende de Freitas (finale aller),  Gilberto Hidalgo (finale retour)
- 2002 :  Horacio Elizondo (finale aller),  Óscar Ruiz (finale retour)
- 2003 :  Óscar Ruiz (finale aller),  Jorge Larrionda (finale retour)
- 2004 :  Gustavo Méndez (finale aller),  Carlos Chandía (finale retour)
- 2005 :  Jorge Larrionda (finale aller),  Horacio Elizondo (finale retour)
- 2006 :  Jorge Larrionda (finale aller),  Horacio Elizondo (finale retour)
- 2007 :  Jorge Larrionda (finale aller),  Óscar Ruiz (finale retour)
- 2008 :  Carlos Chandía (finale aller),  Héctor Baldassi (finale retour)
- 2009 :  Jorge Larrionda (finale aller),  Carlos Chandía (finale retour)
- 2010 :  Héctor Baldassi (finale aller),  Óscar Ruiz (finale retour)
- 2011 :  Carlos Amarilla (finale aller),  Sergio Pezzotta (finale retour)
- 2012 :  Enrique Osses (finale aller),  Wilmar Roldán (finale retour)
- 2013 :  Néstor Pitana (finale aller),  Wilmar Roldán (finale retour)
- 2014 :  Wilmar Roldán (finale aller),  Sandro Ricci (finale retour)
- 2015 :  Antonio Arias (finale aller),  Darío Ubriaco (finale retour)

## Supercopa Sudamericana(1988-1997)
- 1988 :  Hernán Silva Arce (match aller),  Juan Daniel Cardellino (match retour)
- 1989 :  Francisco Oscar Lamolina (match aller),  Juan Antonio Bava (match retour)
- 1990 :  José Roberto Wright (match aller),  Juan Carlos Loustau (match retour)
- 1991 :  José Roberto Wright (match aller),  Hernán Silva Arce (match retour)
- 1992 :  José Torres Cadena (match aller),  Juan Francisco Escobar (match retour)
- 1993 :  Márcio Rezende de Freitas (match aller),  Renato Marsiglia (match retour)
- 1994 :  Roberto Ruscio (match aller),  Francisco Oscar Lamolina (match retour)
- 1995 :  Salvador Imperatore Marcone (match aller),  Epifanio González (match retour)
- 1996 :  Óscar Ruiz (match aller),  Júlio Matto (match retour)
- 1997 :  Ubaldo Aquino (matchs aller et retour)

## Copa Sudamericana(2002-)
- 2002 :  Márcio Rezende de Freitas (finale aller),  Epifanio González (finale retour)
- 2003 :  Carlos Simon (finale aller),  Gustavo Méndez (finale retour)
- 2004 :  Carlos Simon (finale aller),  Carlos Chandía (finale retour)
- 2005 :  Jorge Larrionda (finale aller),  Carlos Amarilla (finale retour)
- 2006 :  Roberto Silvera (finale aller),  Héctor Baldassi (finale retour)
- 2007 :  Ricardo Grance (finale aller),  Óscar Ruiz (finale retour)
- 2008 :  Carlos Amarilla (finale aller),  Jorge Larrionda (finale retour)
- 2009 :  Roberto Silvera (finale aller),  Carlos Amarilla (finale retour)
- 2010 :  Carlos Torres (finale aller),  Óscar Ruiz (finale retour)
- 2011 :  Diego Abal (finale aller),  Wilson Seneme (finale retour)
- 2012 :  Antonio Arias (finale aller),  Enrique Osses (finale retour)
- 2013 :  Roberto Silvera (finale aller),  Enrique Osses (finale retour)
- 2014 :  Ricardo Marques Ribeiro (finale retour),  Darío Ubriaco (finale retour)

## Recopa Sudamericana(1989-1998 et 2003-)
- 1989 :  Romualdo Arppi Filho (match aller),  Gabriel González (match retour)
- 1990 :  José Roberto Wright
- 1991 : Aucun match car Club Olimpia remporta la Copa Libertadores 1990 et la Supercopa Sudamericana 1990.
- 1992 :  Juan Escobar Valdez
- 1993 :  Renato Marsiglia (match aller),  Jorge Nieves (match retour)
- 1994 :  Juan Escobar Valdez
- 1995 :  Juan Escobar Valdez
- 1996 :  Epifanio González
- 1997 :  Jorge Nieves
- 1998 :  José Luís da Rosa (match aller),  Ubaldo Aquino (match retour)
- 2003 :  Carlos Simon
- 2004 :  Terry Vaughn
- 2005 :  Carlos Chandía (match aller),  Jorge Larrionda (match retour)
- 2006 :  Carlos Amarilla (match aller),  Óscar Ruiz (match retour)
- 2007 :  Carlos Chandía (match aller),  Sergio Pezzotta (match retour)
- 2008 :  Gabriel Favale (match aller),  Saúl Laverni (match retour)
- 2009 :  Juan Soto (match aller),  Carlos Chandía (match retour)
- 2010 :  Roberto Silvera (match aller),  Carlos Simon (match retour)
- 2011 :  Wilmar Roldán (match aller),  Jorge Larrionda (match retour)
- 2012 :  Néstor Pitana (match aller),  Martin Vázquez (match retour)
- 2013 :  Ricardo Marques Ribeiro (match aller),  Paulo de Oliveira (match retour)
- 2014 :  Antonio Arias (match aller),  Roberto Silvera (match retour)
- 2015 :  Germán Delfino (match aller),  Néstor Pitana (match retour)